# چاخ‌لق سنگالی
چاخ‌لق سنگالی یا زانوکلفت سنگالی (نام علمی: Burhinus senegalensis) یک چاخ‌لق سنگی است که گروهی از پرندگان کنارآبزی از خانواده چاخ‌لقان (Burhinidae) است. نام علمی بومی آنها به مفاصل برجسته در پاهای بلند زرد یا سبز اشاره دارد.
این گونه یک زادآور ساکن در آفریقا بین صحرا و استوا و در دره نیل است. غذای آنها حشرات، سخت‌پوستان و دیگر بی‌مهرگان است. همچنین طعمه‌های کوچک دیگری را نیز می‌گیرد.

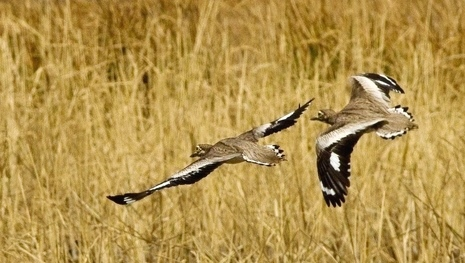
یک جفت در پرواز, گامبیا

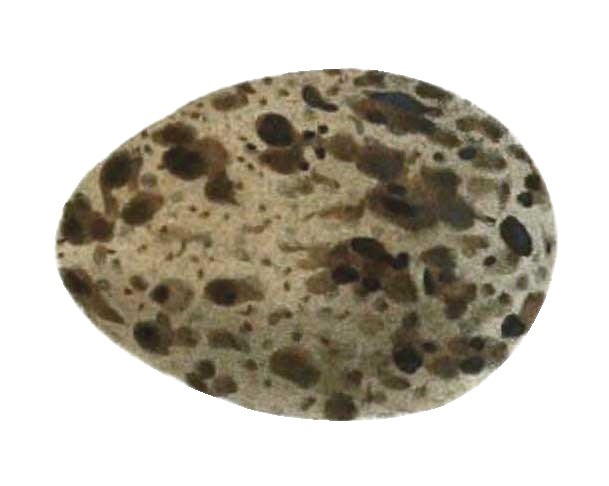
تصویر تخم